# Vărșag
Vărșag [vərˈʃag] (veraltet Vârșag; ungarisch Székelyvarság) ist eine Gemeinde im Kreis Harghita, in der Region Siebenbürgen in Rumänien.

## Geographische Lage

Lage der Gemeinde Vărșag im Kreis Harghita

Vărșag liegt im Osten Nordsiebenbürgens, in den Südausläufern des Gurghiu-Gebirges in der historischen Region Szeklerland. Im Westen des Kreises Harghita an der Mündung des gleichnamigen Baches in den Oberlauf der Târnava Mare (Große Kokel) und an der Kreisstraße  (drum județean) DJ 138B, liegt der Ort Vărșag 35 Kilometer nördlich der Stadt Odorheiu Secuiesc (Oderhellen) und etwa 75 Kilometer nordwestlich von der Kreishauptstadt Miercurea Ciuc (Szeklerburg) entfernt.

## Geschichte
Der mehrheitlich von Szeklern bewohnte Ort Vărșag wurde 1910 erstmals urkundlich erwähnt.
Die Reste der frühmittelalterlichen Burg Tartód zeugen von einer frühen Besiedlung des Gemeindegebiets. Angaben zu sonstigen archäologischen Funde auf dem Gebiet Vărșags sind nicht vermerkt.
Im Königreich Ungarn gehörte Praid zum Stuhlbezirk Udvarhely im Komitat Udvarhely (rumänisch Comitatul Odorhei), danach zum historischen Kreis Odorhei und ab 1950 dem Kreis Harghita an.

## Bevölkerung
Die Bevölkerung der Gemeinde Vărșag entwickelte sich wie folgt:
| Volkszählung | Volkszählung | Ethnische Zusammensetzung | Ethnische Zusammensetzung | Ethnische Zusammensetzung | Ethnische Zusammensetzung |
| Jahr         | Bevölkerung  | Rumänen                   | Ungarn                    | Deutsche                  | andere                    |
| ------------ | ------------ | ------------------------- | ------------------------- | ------------------------- | ------------------------- |
| 1910         | 1.233        | -                         | 1.221                     | 2                         | 10 (9 Slowaken)           |
| 1941         | 1.677        | -                         | 1.673                     | 3                         | 1                         |
| 1966         | 2.152        | 14                        | 2.136                     | 1                         | 1                         |
| 2002         | 1.515        | 4                         | 1.511                     | -                         | -                         |
| 2011         | 1.580        | 4                         | 1.565                     | -                         | 11                        |
| 2021         | 1.652        | 8                         | 1.601                     | -                         | 43                        |

Die Zahl der Ortseinwohner erreichte 1966 ihren höchsten Stand, als in dem Ort 2.152 Menschen lebten. Von diesen waren 99,25 Prozent Ungarn.
Rumänen sind in dem Ort eine Minderheit, die 1970 mit 20 Personen hier ihren höchsten Stand erreichte. Der Anteil von Rumäniendeutschen an der Bevölkerung ist verschwindend gering, ihr Bestwert aus dem Jahr 1941 zählte gerade einmal drei Personen. Bei der Volkszählung von 2011 wurden erstmals Roma berücksichtigt.

## Sehenswürdigkeiten
- Die Reste der Burg Tartód (⊙)[6] in der Nähe der Mündung des Baches Tartod (Tártód) in die Târnava Mare. Nach Angaben des Verzeichnisses historischer Denkmäler des Ministeriums für Kultur und nationales Erbe (Ministerul Culturii și Patrimoniului Național), stehen diese unter Denkmalschutz.[7] Die ehemalige Burg befand sich auf einer 848 m hohen Anhöhe, in ovaler Form von 75 m × 37 m. Die Mauern sollen etwa 1,80 bis 2 Meter breit und etwa vier bis fünf Meter hoch gewesen sein.[4]
- Die katholische Kirche wurde in den Jahren 1902 bis 1904 errichtet.[8]
- Der Ort ist auch Ausgangspunkt zur Quelle der Târnava Mare.